# Allo, Allo

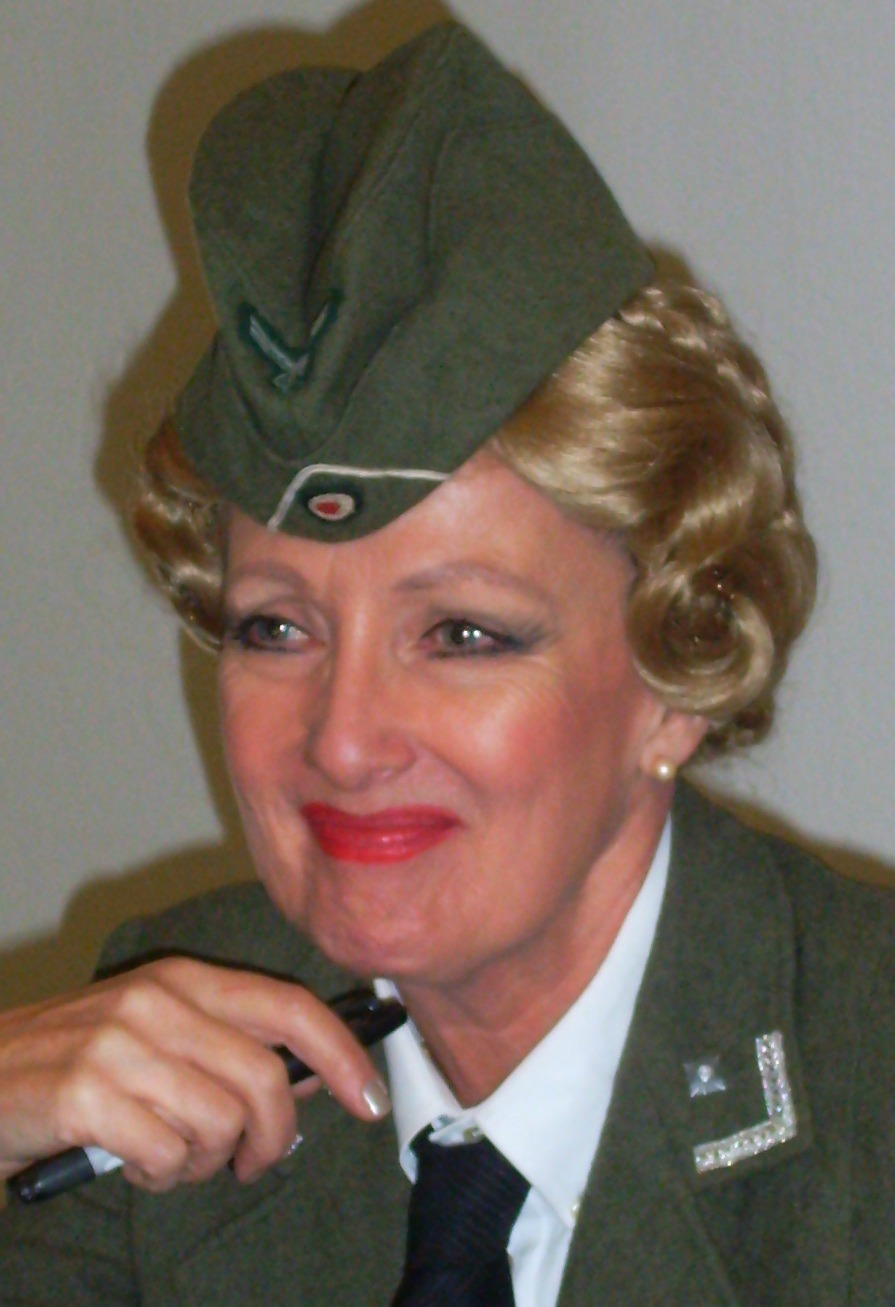
Kim Harman,actriz británica.

Allo, Allo ('Allo 'Allo!) es una serie de televisión británica de la cadena BBC1 que se emitió desde 1982 hasta 1992.

## Argumento
Ambientada en un café de Nouvion (Francia) durante la ocupación alemana de Francia en la Segunda Guerra Mundial. Los alemanes han ocupado el pueblo y robado todos los objetos de valor, incluidos el primer reloj de cuco que se fabricó y el cuadro de Van Clomp La Madonna caída. El comandante alemán quiere apropiarse de ellos una vez que termine la guerra, por lo que obliga al dueño del café, René François Artois, a guardárselos. Hitler también quiere el cuadro para él, por lo que envía a un agente de la Gestapo, Herr Otto Flick, para que lo encuentre. Sin embargo, Flick también quiere el cuadro para él.
Al mismo tiempo, René usa el local como refugio para dos aviadores británicos de la RAF [Reales Fuerzas Aéreas], a los que la Resistencia (todos los miembros son mujeres) quiere enviar a casa.

## Personajes principales
- René François Artois (Gorden Kaye) - El propietario del café.
- Edith Melba Artois (Carmen Silvera) - La mujer de René, y cantante de cabaret del local.
- Madame Fanny La Fan (Rose Hill) - La madre de Edith, que vive en el ático del establecimiento.
- Yvette Carte-Blanche (Vicki Michelle) - La camarera principal del café.
- Mimi Labonq (Sue Hodge) - La otra camarera del café.
- Michelle Dubois (Kirsten Cooke) - Jefa local de la Resistencia gaullista.
- Fairfax y Carstairs (John D. Collins y Nicholas Frankau) - Los dos pilotos de la RAF británicos que permanecen escondidos en la casa de René.
- Monsieur Alfonse (Kenneth Connor) -  Director de funeraria y novio de Edith.
- Coronel Kurt Von Strohm (Richard Marner) - Ocupa el cargo de comandante alemán de la zona ocupada donde se desarrolla la serie.
- Capitán Hans - Ayudante del coronel von Strohm.
- Helga Geerhart (Kim Hartman) - La soldado mecanógrafa alemana.
- Capitán Alberto Beltorelli (Gavin Richards, temporadas 4 a 6; Roger Kitter, temporada 7) - Un capitán italiano.
- Teniente Gruber (Guy Siner) - Ayudante del General Von Klinkerhofen.
- General Von Klinkerhofen (Hilary Minster) - El general alemán.
- Herr Otto Flick (Richard Gibson, temporadas 1 a 8; David Janson, temporada 9) - El oficial de la Gestapo.
- Herr Von Smallhausen (John Louis Mansi) - El ayudante de Herr Otto Flick.
- Oficial (Capitán) Crabtree (Arthur Bostrom) - Espía británico que se hace pasar por un agente de policía francés.